# Nom nyōbō
Dans le Japon antérieur à l'époque d'Edo, le nom nyōbō (女房名, nyōbō na) est un nom d'emprunt utilisé par les personnes de moindre noblesse servant un noble à la cour ou dans sa maison. Ces personnes devenaient alors nyōbō. C'est par exemple le cas des dames de compagnie de la cour impériale. Un nyōbō pouvait lui-même avoir un nyōbō à son service, de plus basse noblesse.
Le nom nyōbō est habituellement créé à partir du titre ou rang de son père et de son nom.
- Dans le nom nyōbō de Tō-shikibu, le premier élément (Tō, 藤) vient du nom de famille de son père (藤原), et le second du titre (shikibu-taijō) de celui-ci.
- De la même manière, le nom nyōbō de Sei Shōnagon (清少納言) est tiré du premier élément (Sei, 清) du nom de son père (Kiyohara, 清原), et le second de Shōnagon (少納言).